# بيت أيوب
بيت أيوب هي قرية لبنانية من قرى محافظة عكار، تقع في تجمع للقرى يسمى جرد عكار أو جرد القيطع.
يعود سبب تسميتها بهذا الاسم نسبةً للرجل الذي سكن فيها لأول مرة وكان اسمه أيوب، فعرفت القرية باسم بيت أيوب.

## الزراعة
كانت تتميز قرية بيت أيوب بزراعة الدراق و  التفاح الجردي والعنب والخوخ .